# Andalucía (Valle del Cauca)

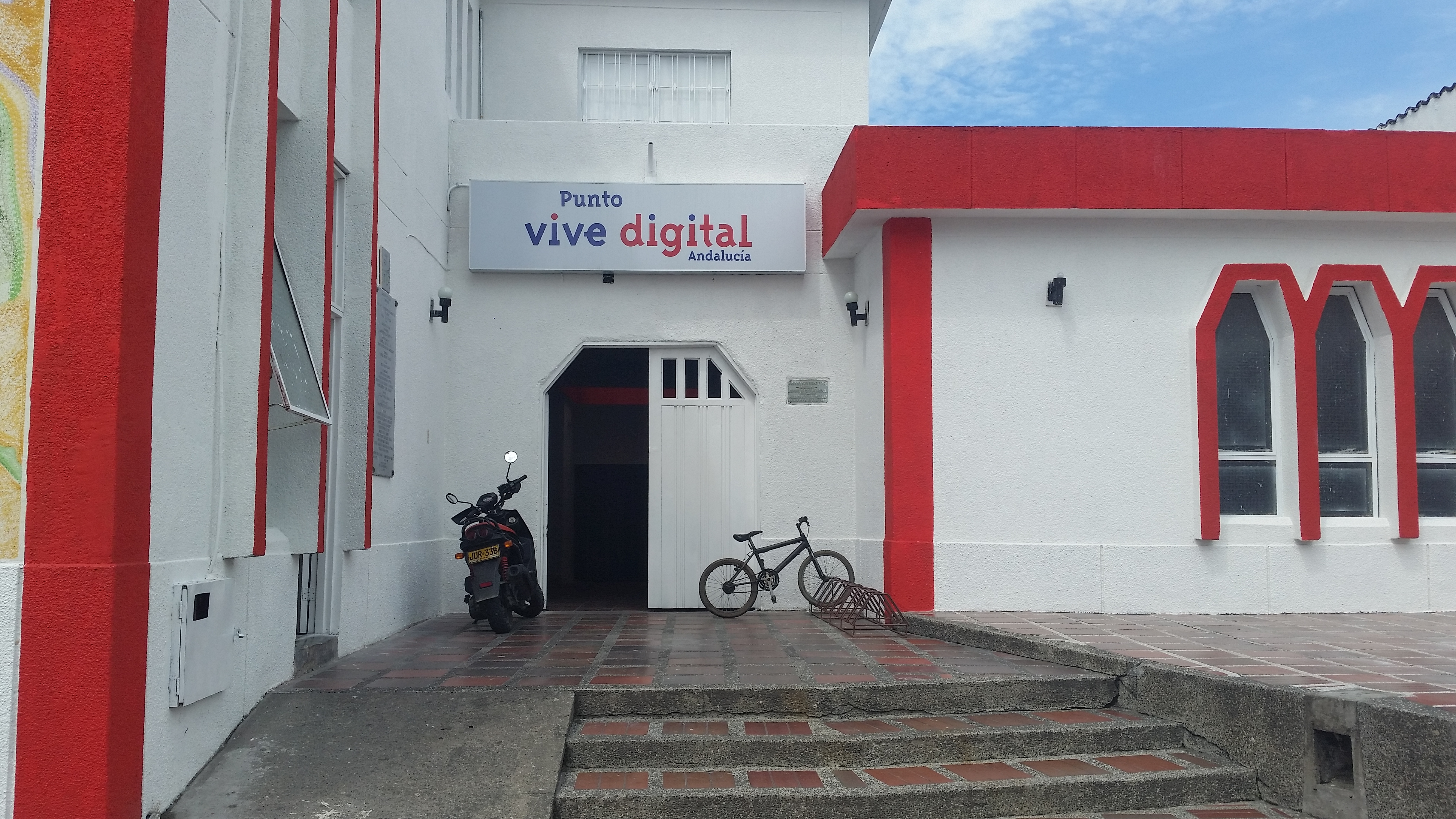
Punto Vive Digital Andalucía, Casa de la Cultura

Andalucía es un municipio del Valle del Cauca, Colombia, situado en la subregión del Centro, se sitúa a 110 km de la capital departamental Cali. Fue fundado en 1836 por Nicolás Lozano Santacruz Antiguo terratemiente del Cantón de Buga, Luego  pasaría a formar parte del departamento del valle del cauca. Es conocido como "La Capital de la gelatina", ya que posee varios paradores Turísticos, ubicados a lado y lado de la doble calzada o carretera Panamericana en donde el municipio ofrece a los visitantes y turistas disfrutar de "la gelatina blanca y negra" entre otros millares de productos.

## Toponimia
Antiguamente se conoció como San Vicente, pero en el año 1920 llegó una ley para cambiar los nombres de los municipios repetidos, así por medio del voto popular se optó por el actual Andalucía, siendo así el único municipio que cambió su nombre por voto popular.

## Generalidades
Dista de Cali 112 km y se comunica por carretera con Bugalagrande, Riofrío, Tuluá y Cartago —con este último también se comunica por vía férrea. El municipio de Andalucía limita por el Norte con Bugalagrande, por el oriente y por el sur con Tuluá; por el Occidente con Riofrío y Trujillo.
Su territorio es mayoritariamente plano aunque por el oriente posee terrenos montañosos con alturas de hasta 1800 m s. n. m. La temperatura media es de 23 °C y su altitud de 995 m s. n. m. Se encuentra a 110 km de la capital vallecaucana —Cali—, a 97 km de la capital risaraldense —Pereira—, y a 9 km de Tuluá.

## Historia
Los orígenes de la población de Andalucía se remontan a la época de la colonia, cuando Nicolás Lozano Santacruz cedió las tierras para que sus esclavos y algunos indígenas hicieran sus viviendas. El caserío inicial recibió el nombre de "Folleco" y se formó alrededor de la hacienda Los Chancos, Perteneció al Cantón de Buga, Departamento del Cauca, luego al Departamento de Buga durante 20 meses, entre 1908 y 1910 y finalmente al Departamento del Valle del Cauca desde 1910. A partir de 1849 se llamó "Distrito de San Vicente".
Desprendiéndose de la circunscripción territorial y administrativa de Tuluá fue erigido municipio mediante ordenanza n.º 9 del 16 de enero de 1884 cuando pertenecía al Departamento del Cauca, fecha en la cual se celebra su fiesta aniversaria. Posteriormente, en 1920, los habitantes escogieron mediante elección popular el nombre de Andalucía, el cual quedó consignado en la ordenanza n.º 30 del 25 de abril de 1921, siendo así, la única ciudad de Colombia cuyo nombre ha sido escogido en dos oportunidades por elección popular.

## Geografía
Andalucía es un municipio ubicado en la zona central del departamento del Valle del Cauca. Su territorio está conformado por una zona de ladera y la otra parte en superficie plana, la cual el 60,3% de ellos se encuentran concentrados en la parte urbana del municipio. 

## División Político-Administrativa
Su Cabecera municipal, se encuentra dividido en los barrios: El Retorno, La Reubicación, Peñón bajo, Peñón alto, Ricaurte, Sol y Luna - Paraíso, La Pista, El Estadio, Altamira, Centenario, La Isabela, Centro, La Estación, La Paz, La Alianza, San Vicente, La Pradera.
Andalucía tiene bajo su jurisdicción los siguientes Centros poblados:
- Campoalegre
- El Salto
- Madre Vieja
- Monte Hermoso
- Tamboral

- Zanjón de Piedras

### Veredas
Además, el municipio está compuesto con las siguientes veredas: Altaflor, El Oriente, Zabaletas, El Placer, Pardo, Pardo Bajo, Pardo Alto, Unión Cascajeros.

## Economía
La economía del municipio está basada en la agricultura y la ganadería, siendo sus principales cultivos limón, maíz, caña de azúcar, plátano. Cuenta con el desarrollo en los servicios públicos y el crecimiento de las ciudades a nivel comercial. La microempresa de la elaboración de gelatina se incrementó en gran porcentaje, generando empleo y un mejor nivel en la población andaluza.
Su vocación es la elaboración de productos comestibles típicos, los que muestran un factor de desarrollo para este municipio y es la tierra de la gelatina. Además, cuenta con el ingenio el Trébol, productores y distribuidores de azúcares y panela; y se cuenta con una planta de la empresa Macpollo; cuenta también con los ingenios San Marcos, Riopaila, Iridelco y Gold Terra.
En cuanto a la actividad industrial y comercial y tomando como base la consolidación de datos del censo empresarial de 1998 realizado en el municipio, existen 978 establecimientos comerciales distribuidos en las diferentes actividades económicas.
Se cuenta con un centro comercial amplio designado plaza Andalucía.

## Sitios de interés turístico y cultural
También llamada la "Capital de la Gelatina", este dulce municipio está ubicado al centro del departamento del Valle. Este espectacular municipio cuenta con el Parador Blanco de la Gelatina, donde podrás disfrutar del mecato típico de la región, lo podés encontrar sobre la doble calzada, en la vía principal. Además puedes disfrutar del Avistamiento de Aves en la Madrevieja La Bolsa, un espacio de conservación de flora y fauna del sector.
Cuenta con corregimientos turísticos, es el caso de Campo Alegre, donde encontrarás una gran variedad de Fincas de Alquiler en Andalucía, lo hacen un destino para disfrutar en familia de un fin de semana inolvidable, además de sus haciendas y sus extensos cultivos de Cítricos y hermosos miradores paisajísticos, donde podrás deleitarte con su gran variedad de jugos y vinos artesanales.
Encuentra una amplia gastronomía de la región, en sus espectaculares y hermosos Restaurantes en Andalucía.
Entre sus atractivos turísticos se encuentran:
- Pista Atlética
- Iglesia San Vicente Ferrer.
- balneario las palmas
- Parador Blanco de la gelatina.
- Festival internacional de bailes tradicionales[4]
- Andalucía plaza centro comercial.

## Escenarios Deportivos
Se cuenta con un centro deportivo (la pista) centro de eventos, gimnasio, patinódromo y canchas múltiples en un solo lugar, (Parque La Pista)
Además...
Se ha diseñado un centro deportivo de canchas múltiples de básquet, estadio, gimnacion, vóleibol y Pista
designado (Parque Sacudete).

## Servicios

#### Educación
Cuenta con una infraestructura de centros educativos distribuidos así:
Agrícola CampoAlegre Andalucía:
12 sedes localizadas en la zona rural plana y Alta
Eleazar libreros
7 sedes en la zona rural
Además de:
- Colegios de Nivel preescolar: 3
- Colegios de nivel Primaria 3
- Colegios de nivel Secundaria: 3

#### Salud
En salud, existe 1 hospital situado en la cabecera municipal y 7 centros de salud distribuidos en los centros poblados.

## Servicios públicos
- Energía Eléctrica: Celsia, es la empresa prestadora del servicio de energía eléctrica.
- Gas Natural: Gases de Occidente es la empresa distribuidora y comercializadora de gas natural en el municipio.